# Pero externata
Pero externata là một loài bướm đêm trong họ Geometridae.